# Mazzin
Mazzin là một đô thị ở tỉnh Trento ở vùng Trentino-Alto Adige/Südtirol của Ý, tọa lạc cách 60 km về phía đông bắc của Trento. Tại thời điểm ngày 31 tháng 12 năm 2004, đô thị này có dân số 450 người và diện tích là 23,7 km².
Mazzin giáp các đô thị: Canazei, Campitello di Fassa, Tiers và Pozza di Fassa.